# Bantam (Roberto Velasquez)
Bantam, il cui vero nome è Roberto Velasquez, è un personaggio dei fumetti creato da Mark Gruenwald e David Wohl e pubblicato dalla Marvel Comics. Appare per la prima volta in Capitan America Annual vol. 1, n. 12 (maggio 1993).

## Biografia del personaggio

### Origini
Roberto Velasquez è un giovane e talentuoso pugile portoricano il cui futuro come professionista è però incerto a causa dell'esile corporatura. Per tale motivo, un boss malavitoso di Miami di nome Armando Aviles offre al ragazzo di sottoporsi come cavia per un trattamento sperimentale di incremento della potenza fisica. Velasquez tuttavia ignora che Aviles è in associazione con la Power Broker, un'organizzazione criminale di Los Angeles che si serve del processo di incremento della forza sviluppato dallo scienziato Karl Malus allo scopo di creare un esercito di super-soldati. Nel suo primo incontro dopo aver ricevuto il trattamento, Velasquez uccide inavvertitamente il proprio avversario e, scosso dell'accaduto, rifiuta poi di unirsi alla banda di Aviles. Dopo che il suo amico viene ucciso da Testa di Martello, un altro pugile rinforzato che lavora per Aviles, Velasquez, con il nome di Bantam, si unisce a Capitan America per un'incursione sulla base della Power Broker sconfiggendo Testa di Martello.
In seguito Bantam si divide tra la sua vita di supereroe e l'allenamento di altri giovani pugili a San Juan, ritirandosi dalla carriera di professionista in quanto consapevole di essere troppo forte e quindi pericoloso per i suoi avversari.

### Civil War
Dopo la promulgazione dell'Atto di Registrazione dei Superumani, Bantam è tra i supereroi che per primi aderiscono all'iniziativa. Affronta in seguito Thunderclap, contrario alla registrazione, sperando di convincerlo a cambiare il suo punto di vista ma viene da quest'ultimo scagliato contro un camion pieno di materiale infiammabile che esplode uccidendolo.

## Poteri e abilità
Il trattamento di potenziamento fisico subito da Bantam gli conferisce forza e resistenza sovrumane nonché una virtuale impenetrabilità della sua pelle ai proiettili. Inoltre egli è un pugile molto abile.